# علی بن وفا
علی بن وفای کرد، رهبر حشاشین مستقر در شام پس از مرگ بهرام الداعی (بهرام استرآبادی) در سال ۵۳۰ شد و تا ۵۴۴ بر مسند باقی ماند. وی در جریان نبرد اناب، متحد ریموند پواتیه، شاهزاده انطاکیه شد اما در جنگ با نورالدین زنگی شکست خورد و کشته شد.